# Danh sách trường đại học và cao đẳng ở Seoul
Dưới đây là danh sách các trường đại học ở Seoul, Hàn Quốc:

## Đại học quốc gia
- Đại học Thể thao Quốc gia Hàn Quốc
- Đại học Nghệ thuật Quốc gia Hàn Quốc
- Đại học Quốc gia Seoul
- Đại học Sư phạm Quốc gia Seoul
- Đại học Công nghệ Quốc gia Seoul

## Đại học công lập
- Đại học Seoul

## Đại học tư thục
- Đại học Công giáo Hàn Quốc
- Đại học nghệ thuật Chugye
- Đại học Chung-Ang
- Đại học nữ sinh Dongduk
- Đại học Dongguk
- Đại học nữ sinh Duksung
- Đại học Nữ sinh Ewha
- Đại học Ngoại ngữ Hankuk
- Đại học Hansung
- Đại học Hanyang
- Đại học Hongik
- Đại học Konkuk
- Đại học Kookmin
- Đại học Hàn Quốc
- Đại học Kwangwoon
- Đại học Kyonggi
- Đại học Kyung Hee
- Đại học Myongji
- Đại học Sahmyook
- Đại học Sangmyung
- Đại học Sejong
- Đại học Seokyeong
- Đại học nữ sinh Seoul
- Đại học Sogang
- Đại học nữ sinh Sookmyung
- Đại học Soongsil
- Đại học Sungkonghoe
- Đại học Sungkyunkwan
- Đại học nữ sinh Sungshin
- Đại học Yonsei